# Harry Fuchs (Verwaltungswissenschaftler)
Harry Fuchs (* 2. April 1945 in Wilnsdorf-Wilden) ist ein deutscher Rehabilitations- und Verwaltungswissenschaftler.

## Werdegang
Nach der Mittleren Reife an der Werner-von-Siemens-Realschule in Düsseldorf absolvierte Harry Fuchs eine Ausbildung als Beamter des gehobenen Dienstes bei der Landesversicherungsanstalt Rheinprovinz, die er als Diplom-Verwaltungswirt der Fachhochschule für die öffentliche Verwaltung des Landes Nordrhein-Westfalen abschloss. Anschließend war er in verschiedenen Funktionen in der Gesundheitsabteilung und zuletzt bis zum Jahr 1991 als stellvertretender Leiter der Abteilung Zentrale Heilstättenverwaltung der Landesversicherungsanstalt Rheinprovinz tätig, seit 1988 freigestellt als Arbeitsbereichsleiter der Kommission des Verbandes Deutscher Rentenversicherungsträger, Frankfurt, zur Weiterentwicklung der Rehabilitation. In den Jahren 1990 bis 1992 war er Abteilungsleiter Sozialversicherung, Kassenarzt- und Kassenzahnarzt Recht des Sächsischen Staatsministeriums für Soziales, Gesundheit und Familie, Dresden. Anschließend entwickelte er in der Funktion des Abteilungsdirektors und stellvertretenden Präsidenten des Landesamtes für Jugend, Soziales und Versorgung des Landes Rheinland-Pfalz, Mainz, als Projektleiter des Ministers für Arbeit, Soziales und Gesundheit bis 31. Dezember 1995 die Reform des öffentlichen Gesundheitsdienstes sowie der Behörden und Dienststellen der Sozialverwaltung des Landes Rheinland-Pfalz. Ab 1. Januar 1996 war er für wissenschaftliche Tätigkeiten (Humboldt-Universität, Berlin) beurlaubt. Seit 1. Mai 2001 ist er Abteilungsdirektor a. D. und freiberuflicher Sachverständiger im Bereich Sozial- und Gesundheitswesen und Berater verschiedener Beauftragter der Bundesregierung für die Belange von Menschen mit Behinderungen und in diesem Rahmen an der Entwicklung des Neunten Buches Sozialgesetzbuch beteiligt.
Harry Fuchs ist seit dem Jahr 1967 in der Aus-, Fort- und Weiterbildung des Öffentlichen Dienstes tätig und war Lehrbeauftragter an der Fachhochschule für die öffentliche Verwaltung des Landes Nordrhein-Westfalen. Seit dem Jahr 2005 ist er Lehrbeauftragter an der Hochschule München im Masterstudiengang Social Work in Mental Health. Seit 2011 lehrt er im Fachbereich Sozial- und Kulturwissenschaften der Hochschule Düsseldorf im Modul Politikwissenschaften. Am 18. Juli 2019 wurde ihm eine Honorarprofessur am Fachbereich Sozial- und Kulturwissenschaften der Hochschule Düsseldorf verliehen.
Am 27. November 2008 wurde er am Rehabilitationswissenschaftlichen Institut der Humboldt-Universität zu Berlin zum Dr. phil. mit der Arbeit Vernetzung und Integration im Gesundheitswesen am Beispiel der medizinischen Rehabilitation – Verpflichtung der Sozialversicherungsträger zur Koordination und Kooperation sowie zur Konvergenz der Rehabilitationsleistungen am Beispiel der gesetzlichen Krankenversicherung – Anspruch und Wirklichkeit promoviert.
Harry Fuchs ist Mitglied des Ausschusses für Alter und Pflege des Landes Nordrhein-Westfalen, und ehrenamtlich in verschiedenen Verbänden tätig, u. a. im Hauptvorstand der Deutschen Vereinigung für Rehabilitation (DVfR), Ehrenmitglied des Bundesverbandes Schädel-Hirnpatienten in Not e.V.

## Wirken
In der Rehabilitationslandschaft Deutschlands ist Harry Fuchs als Verfechter eines konsequent auf die Förderung von Selbstbestimmung und gleichberechtigter Teilhabe behinderter Menschen ausgerichteten Sozialwesens bekannt und anerkannt. Als unabhängiger Sachverständiger wirkt Harry Fuchs seit 1996 beratend an der Vorbereitung von Gesetzesvorhaben mit. Maßgeblich war er an der Entwicklung und Weiterentwicklung des Neunten Buches Sozialgesetzbuch (SGB IX) sowie der Pflegeversicherung (SGB XI) beteiligt. Auch aktuell meldet er sich mit konkreten Lösungsvorschlägen zum Bundesteilhabegesetzes zu Wort. Gegründet auf breite berufliche Erfahrungen, unter anderem durch Tätigkeiten bei der Rentenversicherung und bei verschiedenen Sozialverwaltungen auf Länderebene, und genaue Analyse der Rechtswirklichkeit hat er in den letzten Jahrzehnten zu nahezu allen Fragen von Gesundheit, Pflege und Rehabilitation kritisch Stellung bezogen und damit Gesetzgebung und Rechtsanwendung beeinflusst. Mit seinen Publikationen, Stellungnahmen und Diskussionsbeiträgen auf Podien und bei Veranstaltungen macht Harry Fuchs deutlich, dass Selbstbestimmung und gleichberechtigte Teilhabe der Menschen mit gesundheitlichen Beeinträchtigungen und Behinderungen die zentralen Ziele aller Sozialleistungen sind. Er polarisiert dabei häufig, indem er deutlich Stellung bezieht und eine Interpretation des Rechts vorstellt, die vom Verständnis mancher Verantwortlicher abweicht. So stellt er den im SGB IX kodifizierten Reformwillen der Bundesregierung in den Vordergrund, der durch die Ratifizierung der UN-Behindertenrechtskonvention (UN-BRK) neuen Auftrieb erfahren hat, und nicht die Eigenlogik der jeweiligen Sozialleistungsbereiche. Für Harry Fuchs sind Transparenz und Diskurs notwendige Voraussetzung für Veränderungen im System der sozialen Sicherung, und in diesem Sinne befindet er sich stetig und zielgerichtet im Austausch mit anderen Akteuren (Auszug aus der Würdigung der DVfR anl. des 70. Geburtstags im Jahr 2015).

## Ehrung
Die Deutsche Vereinigung für Rehabilitation verlieh Harry Fuchs am 18. Mai 2017 für sein außerordentliches Engagement für die Selbstbestimmung und Teilhabe behinderter Menschen in Deutschland die Kurt-Alphons-Jochheim-Medaille. Er ist seit 2. Oktober 2000 Träger des Bundesverdienstkreuzes am Bande, seit 28. August 2017 des Bundesverdienstkreuzes 1. Klasse sowie des Ehrenzeichens des Deutschen Roten Kreuzes.

## Werke
- Karl Jung, Horst Cramer fortg. von Harry Fuchs, Stephan Hirsch, Hans-Günther Ritz: SGB IX – Kommentar zum Recht Schwerbehinderter Menschen – mit Erläuterungen zum AGG und BGG. Verlag Franz Vahlen, München 2011, ISBN 978-3-8006-2953-4.
- SGB IX – Rehabilitation und Teilhabe behinderter Menschen. (= Beck-Texte im dtv). 6. Auflage. 2008, ISBN 978-3-423-05755-4.
- Vernetzung und Integration im Gesundheitswesen am Beispiel der medizinischen Rehabilitation. Dissertation. Asgard-Verlag, Sankt Augustin 2008, ISBN 978-3-537-76300-6.
- Gesundheitsreform 2007 und Behindertenrecht. Asgard-Verlag, Sankt Augustin 2008, ISBN 978-3-537-76302-0.
- Prävention und medizinische Rehabilitation bei Kindern und Jugendlichen durch die Träger der Renten- und Krankenversicherung. In: Schriften aus dem Institut für Rehabilitationswissenschaften der Humboldt-Universität zu Berlin. Band 1/2004, Shaker Verlag, Aachen 2004, ISBN 3-8322-2790-3.
- Harry Fuchs, Herbert Weisbrod-Frey, Gabriele Feld-Fritz: Eckpunkte zur Ausgestaltung des Heimrechts: eine Orientierungs- und Argumentationshilfe für Stellungnahmen von ver.di in den Gesetzgebungsverfahren der Länder zum Heimrecht. Ver.di Berlin, 2007.
- Vjenka Garms-Homolová, Ernst von Kardorff, Katrin Theiss, Alexander Meschnig, Harry Fuchs (Hrsg.): Teilhabe und Selbstbestimmung von Menschen mit Pflegebedarf.8. neu bearbeitete Auflage. Deutscher Taschenbuch-Verlag, München 2014, ISBN 978-3-423-05755-4.